# Durisol

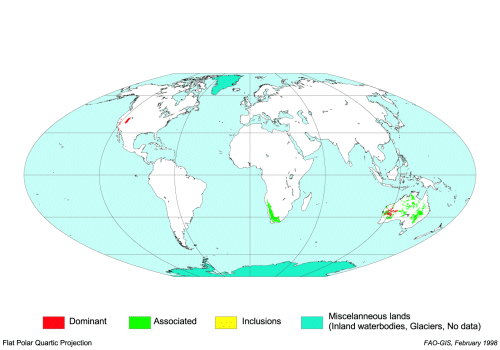
Distribución de Durisoles

Un Durisol es un Grupo de Suelos de Referencia bajo la Base de Referencia Mundial para Recursos Suelos (WRB) refiriéndose a suelos de libre drenaje en ambientes áridos y semiáridos que contienen granos cementados entre sí por sílice secundaria (SiO2) en el metro superior. del suelo, presentándose ya sea como concreciones (durinodes – horizonte dúrico) o como una capa cementada continuamente (duripan – hardpan (Australia) – dorbank (Sudáfrica) – horizonte petrodúrico). El nombre se deriva del latín durus, que significa duro.
En el Mapa Mundial de Suelos de la FAO/Unesco, los Durisoles con horizonte petrodúrico fueron indicados como fase duripan de otros suelos, por ejemplo de Xerosoles y Yermosols.
Los Durisoles se desarrollan principalmente en depósitos aluviales y coluviales de todas las clases de textura. Se encuentran en llanuras aluviales niveladas y ligeramente inclinadas, terrazas y llanuras de piedemonte de suave pendiente en regiones áridas, semiáridas y mediterráneas.
Los suelos tienen perfil AC o ABC. Los Durisoles erosionados con horizontes duros expuestos (un horizonte petrodúrico) son comunes en terrenos (suavemente) inclinados.
La mayoría de los Durisoles sólo pueden utilizarse para pastoreo extensivo. Los cultivos herbáceos de Durisoles se limitan a áreas donde hay agua de riego disponible.
Extensas áreas de Durisoles se encuentran en Australia, Sudáfrica, Namibia y Estados Unidos (notablemente en Nevada, California y Arizona); Se han notificado casos menores en América Central y América del Sur y en Kuwait. Los durisoles son una nueva introducción en la clasificación de suelos y a menudo no se han cartografiado como tales. (Aún) no se dispone de una indicación precisa de su alcance.